# Walking Out
A Walking Out (magyarul: Kisétálni) Srbuk örmény énekesnő dala, mellyel Örményországot képviselte a 2019-es Eurovíziós Dalfesztiválon, Tel-Avivban. A dal belső kiválasztás során nyerte el a dalversenyen való indulás jogát.

## Eurovíziós Dalfesztivál
2018. november 30-án az Örmény Közszolgálati Televízió bejelentette, hogy az énekesnőt választották ki, hogy képviselje Örményországot a következő Eurovíziós Dalfesztiválon. Versenydala 2019. március 10-én jelent meg.
Az Eurovíziós Dalfesztiválon a dalt először a május 16-án rendezett második elődöntőben adta elő fellépési sorrend szerint elsőként az Írországot képviselő Sarah McTernan 22 című dala előtt. Az elődöntőben a nézői szavazatok és a nemzetközi zsűrik pontjai alapján nem került be a dal a május 18-án megrendezésre került döntőbe. Összesítésben 49 ponttal a tizenhatodik helyen végzett, ezzel megszerezve az ország legrosszabb Eurovíziós eredményét.
A következő örmény induló Athena Manoukian Chains on You című dala lett volna a 2020-as Eurovíziós Dalfesztiválon.

### Kapott pontok
Második elődöntő
| Szavazat | Össz | Szavazó országok | Szavazó országok | Szavazó országok | Szavazó országok | Szavazó országok | Szavazó országok | Szavazó országok | Szavazó országok | Szavazó országok | Szavazó országok | Szavazó országok | Szavazó országok | Szavazó országok | Szavazó országok | Szavazó országok | Szavazó országok | Szavazó országok | Szavazó országok | Szavazó országok | Szavazó országok   |
| Szavazat | Össz | Írország         | Moldova          | Svájc            | Lettország       | Románia          | Dánia            | Svédország       | Ausztria         | Horvátország     | Málta            | Litvánia         | Oroszország      | Albánia          | Norvégia         | Hollandia        | Észak-Macedónia  | Azerbajdzsán     | Németország      | Olaszország      | Egyesült Királyság |
| -------- | ---- | ---------------- | ---------------- | ---------------- | ---------------- | ---------------- | ---------------- | ---------------- | ---------------- | ---------------- | ---------------- | ---------------- | ---------------- | ---------------- | ---------------- | ---------------- | ---------------- | ---------------- | ---------------- | ---------------- | ------------------ |
| Nézők    | 23   |                  | 2                |                  |                  |                  |                  |                  |                  |                  |                  |                  | 10               |                  |                  | 5                | 6                |                  |                  |                  |                    |
| Zsűri    | 26   | 2                | 4                |                  | 2                |                  |                  |                  | 1                | 1                | 6                |                  | 6                |                  |                  | 2                | 2                |                  |                  |                  |                    |

## A dal háttere
A dal egy nő történetét meséli el, aki képes kilépni egy mérgező kapcsolatból. A dalban szerető hamis ígéreteket tesz, amivel a nő megbéklyózva érezni magát. Az énekesnő arra ösztönöz, hogy a nők képesek megvédeni magukat. A dal videóklipje erre reflektál, amelyben az énekesnőt férfiak veszik körbe, akik lökdösik, lenézik és nem tisztelik őt, mire Srbuk megtanulja visszaszorítani és megőrizni önérzetét.
Az Eurovíziós Dalfesztiválon előadott produkcióban volt egy részlet, ahol az aréna hirtelen üressé vált, az énekesnő ezzel azt akarta elérni, hogy az érzelmi feszültség még erősebb legyen.

## Dalszöveg
| Walking out, ooh-ooh Whatever I’ve built I’m gonna burn down I’m walking out, ooh-ooh You’re no more a king ’cause I was your crown Walking out, walking out No crying now Walking out, walking out No begging Walking out, ooh-ooh At last, I feel proud I’m walking out – A dal refrénje | Kisétálni, ooh-ooh Bármit is felépítettem, le fogom rombolni Kisétálok, ooh-ooh Többé már nem vagy király, mert én voltam a koronád Kisétálni, kisétálni Nincs sírás Kisétálni, kisétálni Nincs könyörgés Kisétálni, kisétálni Legalább büszkének érzem magam Kisétálok – A dal refrénje magyarul |

## Külső hivatkozások
- A dal videóklipje. YouTube-videó, Eurovision Song Contest, 2019. március 10.
- A dal előadása a második elődöntőben. YouTube-videó, Eurovision Song Contest, 2019. május 16.